# Psalistops maculosus
Psalistops maculosus là một loài nhện trong họ Barychelidae. Loài này phân bố ờ Hispaniola.